# 企望樱蛤属
企望樱蛤属（学名：Elpidollina）是樱蛤科下的一个属。

## 下属物种
本属包括以下物种：
- Elpidollina decumbens (Carpenter, 1865)
- 马氏企望樱蛤 Elpidollina mai F.-S.Xu & J.-L.Zhang, 2018